# Radio Eriwan
Radio Eriwan (auch Sender Jerewan oder Radio Jerewan) ist ein fiktiver Radiosender, der unter dem sozialistisch-kommunistischen Sowjetregime Zuhörerfragen beantwortet. Dies entspricht einer Kategorie politischer, teils unmoralischer Witze, die in den sozialistischen Ländern des 20. Jahrhunderts spielen. In der DDR kursierten diese Witze mit der typischen Einleitung „Anfrage an den Sender Jerewan: …?“, in der Bundesrepublik mit „Frage an Radio Eriwan: …?“ Die Antworten auf die Fragen beginnen zumeist mit „Im Prinzip ja, aber …“
Jerewan (Eriwan) ist der Name der Hauptstadt Armeniens, früher eine Sowjetrepublik der UdSSR. Der den Witzen zugrunde liegende Rundfunksender existierte nie, allerdings gab es in Jerewan damals eine Rundfunkstation, die als „R. Yerevan“ bezeichnet wurde und die ins Ausland sendete.

„[Radio Eriwan war …] eine freie Erfindung des von staatlicher Propaganda unterdrückten Geistes, die kleine Rache der Sowjetbürger für die Entbehrungen des Alltags.“

Auf Russisch hieß der nicht existente Sender Армянское радио („Armjanskoje radio“ – „Armenischer Rundfunk“).

## Aufbau der Witze
Die Sender-Jerewan-Witze spielen vor dem Hintergrund einer fiktiven Sendung, in der Anfragen von interessierten Bürgern vermeintlich kompetent beantwortet werden. Die Antwort ist stets zweiteilig und widersprüchlich formuliert.
Die Widersprüchlichkeit der Antwort war fest in ihrer Grundkonstruktion verankert: Sie begann stets mit „Im Prinzip ja“ oder „Im Prinzip nein“ (im Russischen „в принципе“ – „W prinzipje“), gefolgt von einer konträren Aussage. Beispiel (die Antwort wurde meist mit längeren Pausen vorgetragen):
- Anfrage an Sender Jerewan:

Stimmt es, dass Iwan Iwanowitsch in der Lotterie ein rotes Auto gewonnen hat?
- Antwort:

Im Prinzip ja.
Aber es war nicht Iwan Iwanowitsch, sondern Pjotr Petrowitsch.
Und es war kein rotes Auto, sondern ein blaues Fahrrad.
Und er hat es nicht gewonnen, sondern es ist ihm gestohlen worden.
Alles andere stimmt.
Mit diesem Witz wurde ohne direkten politischen Bezug die Unsinnigkeit der staatlichen Agitation angeprangert. Generell basierten sie auf der gleichen syntaktischen Grundkonstruktion, die Antwort enthielt aber meist eine direkte politische Aussage, die zwar einerseits den Sozialismus in Frage stellte – dies in Anspielung darauf, dass die staatlichen Medien in den sozialistischen Staaten angesichts der nicht zu leugnenden Misere in diesen Ländern unüberwindbare Probleme bei der Agitation eines glaubhaften kommunistischen Weltbildes hatten –, andererseits war eine direkte Argumentation dagegen unmöglich, dies wurde semantisch durch das „Im Prinzip…“ abgefangen.

## Verbreitung
Nach Deutschland kamen die Radio-Eriwan-/Sender-Jerewan-Witze nicht zuletzt durch die Zeitschrift Sputnik. Sputnik war ein Hochglanz-Magazin, ungefähr im Format DIN-A5, das ab 1967 von der russischen Presseagentur RIA Novosti europaweit auf Russisch, Deutsch, Englisch, Französisch, Spanisch, Tschechisch und Ungarisch als Konkurrenzprodukt zu Reader’s Digest vertrieben wurde.
Zielgruppe des Sputnik war neben dem sozialistischen auch das westliche Ausland. Die deutschsprachige Ausgabe kam also sowohl in das damalige Ost- als auch Westdeutschland. Dabei versuchte Novosti zeitweise, im Westen Sympathien durch begrenzt systemkritische Formulierungen zu gewinnen. Paradebeispiel dafür war die in vielen Ausgaben vorhandene Rubrik der Radio-Eriwan-Witze.
Ab 1985 wurde im Zuge der beginnenden Glasnost- und Perestroika-Politik des Generalsekretärs Michail Gorbatschow die generelle Berichterstattung im Sputnik offener und systemkritischer. Infolgedessen wurde die Zeitschrift am 19. November 1988 in der DDR verboten; die Radio-Eriwan-/Sender-Jerewan-Witzreihe wird in der Begründung nicht erwähnt. Die Witze konnten sich dennoch weiterverbreiten.

## Beispiele
- Ist es möglich, auch in einem hochindustrialisierten Land den Sozialismus einzuführen?
 – Im Prinzip ja, aber es wäre schade um die Industrie.
- Hätte die Katastrophe von Tschernobyl vermieden werden können?
 – Im Prinzip ja, wenn nur die Schweden nicht alles ausgeplaudert hätten.
- Stimmt es, dass der Kapitalismus am Abgrund steht?
 – Im Prinzip ja, aber wir sind bereits einen Schritt weiter.
- Gibt es in der Sowjetunion eine Pressezensur?
 – Im Prinzip nein. Es ist uns aber leider nicht möglich, auf diese Frage näher einzugehen.
- Kann man mit einem russischen Auto auf russischen Straßen 120 km/h fahren?
 – Im Prinzip ja. Aber nur einmal.
- Stimmt es, dass im Ehebett die Frau immer rechts schläft?
 – Im Prinzip ja. Wir haben aber von Parteifunktionären gehört, die ihre Frauen links liegen gelassen haben.
- Stimmt es, dass das Klopapier in einigen Städten knapp wird?
 – Im Prinzip nein, aber die Auflage der Prawda konnte erhöht werden.
- Gibt es einen spezifisch armenischen Humor?
 – Im Prinzip ja. Und wir haben ihn auch bitter nötig!
- Weiß man schon den Todestag von Genosse Stalin?
 – Im Prinzip nein, aber eines ist sicher: Es wird ein Feiertag sein!

## Sonstiges
- Der in den Ostblock ausstrahlende US-Sender Radio Freies Europa war bei Exilrussen unter dem Spitznamen „Radio Eriwan“ bekannt.
- Unter dem Titel Radio Erevan produziert der Künstler Marold Langer-Philippsen seit 2003 auf Radio Corax in Halle eine 14-tägliche Radiosendung.[7] Zum Festival RadioRevolten sendete Langer-Philippsen einen Monat lang täglich mehrere Stunden live vom Marktplatz in Halle.[8][9] In der Sendung wird häufiger die Geschichte kolportiert, dass Langer-Philippsen den offiziellen Auftrag erhielt, den Sender fortzuführen.
- 2014 war Radio Eriwan Gegenstand eines „dokufiktionalen“ Reenactments unter dem Titel Broadcasting Eriwan des Theaterkollektivs Intermedia Orkestra, das an der Schwankhalle und dem LOFFT Leipzig aufgeführt wurde. Darin wurde „Radio Eriwan“ als ein freier Radiosender ursprünglich armenischer Herkunft dargestellt, der zu politischen Widerständen in Armenien und Deutschland inspiriert habe. Das Stück basiert auf teils fiktional verfremdeten „Interviews“. Diese wären beispielsweise mit armenischen Journalisten und Künstlern, dem Vorsitzenden der Deutsch-Armenischen Gesellschaft Raffi Kantian sowie prominenten Akteuren des freien Radios und der (links-)politischen Szene Bremen geführt worden.[10]